# Dayanita Singh
Dayanita Singh (Nova Delhi, 18 de març de 1961) és una fotògrafa d'origen indi que treballa principalment en format de llibre. Singh té publicats una dotzena de llibres, ha participat en una desena d'exposicions de grup així com a més de cinquanta exposicions íntegrament dedicades a la seva obra.

## Vida personal
Singh nasqué a Delhi el 1961. Ella és la filla més gran i té tres germanes més. Es retirà de la seva vida professional a finals dels 90, però això no ha fet que abandoni la seva vessant més creativa ja que és posteriorment a aquesta data quan ha rebut premis i beques per a seguir fent exposicions. Actualment és considerada una figura molt influent en el camp de la fotografia índia, així com des d'una perspectiva internacional.

## Formació
Dayanita Singh estudià comunicació audiovisual al National Institute of Design d'Ahmedabad, a l'estat indi de Gujarat. Un cop graduada estudià fotografia documental al International Center of Photography de Nova York.

## Carrera professional
Un cop acabat la seva etapa formativa, començà la seva carrera com a fotoperiodista, treballant molt per a revistes occidentals. En aquest primer moment, Singh fou una de les retratistes d'Índia en les revistes que es publicaven des d'Europa i Estats Units. Singh no estava contenta amb la visió de l'alteritat, l'exotisme que es volia mostrar en elles i, per tant, deixà de treballar per aquest tipus de revistes, centrant-se en projectes més interessants per ella. Singh acabà retirant-se del periodisme a finals de la dècada dels noranta del s. XX.

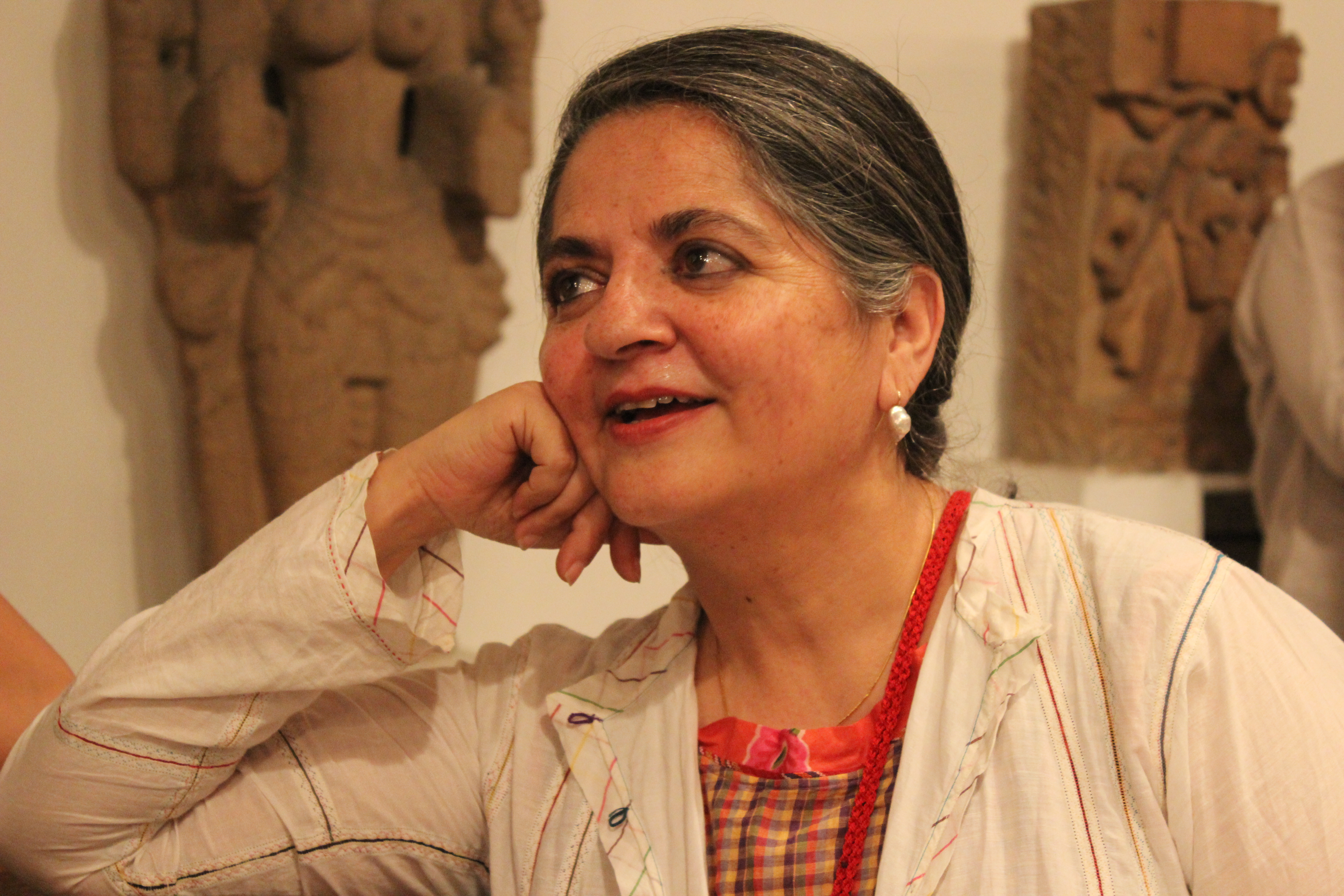
Dayanita Singh al Book Museum. 2012

La primera incursió de Singh en la fotografia i el món de la publicació editorial va tenir lloc en un encontre casual amb Zakir Hussain, músic virtuós indi. Aquest la va convidà a un dels seus assaigs per tal que ella pogués fotografiar-lo, ja que ho havia intentat fer en un concert i un oficial li havia impedit de manera agressiva. De fet, aquest fou el primer encontre de tota una sèrie. Durant sis hiverns, Singh va documentar diverses visites a Hussain i, el 1986, va publicar finalment les imatges en el seu primer llibre, Zakir Hussain. Referint-se a ell com el seu primer veritable gurú, Singh creu que Hussain li va ensenyar el més important de totes les habilitats: la capacitat de concentració.

## Publicacions: els llibres objecte
El seu segon llibre, Myself Mona Ahmed, es va publicar el 2001. Després de més d'una dècada dedicada a la tasca de fotoperiodista, aquest llibre fou una compilació de la seva primera etapa professional. El llibre és una barreja de fotobook, autobiografia i ficció; és una novel·la visual. Aquest concepte va sorgir arran de la seva negativa a ser objecte del que podria ser un projecte fotoperiodístic rutinari però problemàtic, així com del seu malestar amb la tendència d'Occident a veure l'Índia.
A partir del seu segon llibre en endavant, la publicació ha estat una part important de la pràctica artística de Singh. Ha creat diversos llibres objecte, és a dir, obres que són simultàniament llibres, objectes d'art, exposicions i catàlegs. Ha treballat molt sovint en col·laboració amb l'editor Gerhard Steidl a Göttingen, Alemanya. La seva obra ens parla de conceptes en particular com ara les seves obres Privacy (2003) o bé Chairs (2005). Així mateix, amb la publicació de Go Away Closer (2007) la seva obra experimenta un canvi de direcció. El llibre fet en set volums, Sent a Letter (2008), Blue Book (2009), Dream Villa (2010), File Room (2013) i Museum of Chance (2014). Sent a Letter, fou, de fet, inclosa en el llibre Defining Contemporary Art: 25 years in 200 Pivotal Artworks publicat per Phaidon Press el 2011. Steidl digué en una entrevista de 2013 per a Deutsche Welletelevision que Singh "és el geni de fer llibres".
L'obra de Singh és una reflexió sobre les maneres en què les persones solen relacionar-se amb les imatges fotogràfiques. En la seva obra més recent ha experimentat amb diverses sèries exposades en museus on les seves imatges poden ser editades tants cops com es vulgui; aquestes també poden ésser seqüenciades, arxivades i fins i tot mostrades. Aquesta nova manera de relacionar-se amb l'obra exposada prové de l'interès de Singh pels arxius. Així el museu presenta les seves fotografies com un corpus de treball interconnectat, ple de possibilitats poètiques i narratives.
Singh parla de sèries de museus portàtils donant-li l'espai per seqüenciar, editar i arxivar constantment les seves imatges. Els seus museus portàtils es mostren en grans estructures arquitectòniques de fusta que es poden reorganitzar, obrir o tancar de diverses maneres. Cadascuna inclou de 70 a 140 fotografies que Singh reorganitza per a cada espectacle de manera que només una part de les fotos o parts de cada imatge són visibles en un moment donat, aprofitant la capacitat interconnectada i fluida de la seva obra, permetent una àmplia oportunitat per evolucionar narracions i interpretacions.
Singh deixa que les seves fotografies parlin per elles mateixes. En aquesta línia, rara vegada inclou textos en els seus llibres. Aquestes idees es fomenten a través de la seva experimentació amb maneres alternatives de produir i observar fotografies. Singh explora, d'aquesta manera, les relacions entre l'observador i les seves imatges fotogràfiques.
La publicació també ha estat una part significant de la pràctica artística de Dayanita Singh. Així, Singh ha creat mútliples llibres-objecte. Aquestes són obres simultàniament llibres, objectes d'art, exposicions i catàlegs. Molt sovint treballa en aquestes publicacions amb l'editorial Steidl.

## Exposicions
Les obres de Singh també han estat presentades al pavelló alemany de la Biennal de Venècia. El 2009, la Fundació MAPFRE a Madrid va organitzar una retrospectiva de la seva obra, que posteriorment va viatjar a Amsterdam, Bogotà i Umea. Les seves fotografies de "File Rooms" van ser mostrades en públic per primera vegada a l'exposició, Illuminazione, a la Biennal de Venècia 2011.
El 2014, el Museu Nacional de Nova Delhi, Singh va construir el Book Museum amb les seves publicacions File Room i Privacy, així com el llibre de la seva mare, Nony Singh: The Archivist. Així mateix, també va mostrar una part de Kitchen Museum, que són llibres plegats com acordions estampats de gelatina de plata en vuit vitrines de teca. Singh dissenyà l'exposició com si fossin cartes a amics o companys de viatge des del 2000. Steidl va publicar set d'aquestes cartes sota el títol "Sent a Letter".
Singh també va presentar el seu Museum of Chance (museu de l'atzar) com a llibre objecte per primera vegada a l'Índia el novembre de 2014, en un espectacle al Goethe-Institut de Bombai i el gener de 2015 en un espectacle al Goethe-Institut / Max Mueller Bhavan a Nova Delhi. A fi d'allunyar-se del concepte d'exposició com una simple mostra d'estampes o fragments dels seus llibres editats, Singh va convertir el llibre en si mateix en objecte d'art: una obra per ser valorada, vista i llegida com a tal, en lloc de ser considerada com una col·lecció de reproduccions fotogràfiques.
L'obra titulada Museum Bhavan (en hindi el títol de l'obra vol dir casa gran) ha estat exhibida a la galeria Hayward de Londres (2013), al Museum für Moderne Kunst de Frankfurt (2014), a l'Institut d'Art de Chicago, Chicago (2014) i al Museu d'Art de Kiran Nadar a Nova Delhi (2016). El 2018 Singh va publicar el Museum Bhavan com a llibre. Es tracta d'una exposició en forma de llibre, amb galeries en una caixa petita que conté nou petits llibres d'acordió que s'expandeixen fins a una galeria de fotografies de blanc i negre de 2'28 metres, totes pertanyents a l'arxiu de Singh.

## Premis
Singh fou premiada amb el Prince Claus Award el 2008. El mateix 2008 Singh fou la segona destinatària de la Robert Gardner Fellowship en fotografia, premi atorgat anualment pel Peabody Museum of Archaeology and Ethnology a la Harvard University. El 2013, es convertí en la primera persona d'Índia que exposava en solitari a la Hayward Gallery de Londres. El 2017 el Museum Bhavan va guanyar PhotoBook of the Year als premis Photo-Aperture Foundation PhotoBook de París i el 2018 va rebre el premi Infinity del International Center of Photography.